# Fed Cup 2019
La Fed Cup 2019 è stata la 57ª edizione del più importante torneo tennistico per nazionali femminili che si è tenuta dal 6 febbraio al 10 novembre 2019.

## Gruppo Mondiale
| Partecipanti | Partecipanti | Partecipanti | Partecipanti |
| Australia    | Bielorussia  | Belgio       | Rep. Ceca    |
| Francia      | Germania     | Romania      | Stati Uniti  |
| ------------ | ------------ | ------------ | ------------ |

### Tabellone
|  | Quarti di finale | Quarti di finale | Quarti di finale |           |             | Semifinali  | Semifinali | Semifinali |  |  | Finale | Finale | Finale |  |
|  |                  |                  |                  |           |             |             |            |            |  |  |        |        |        |  |
|  | 1                | Rep. Ceca        | 2                |           |             |             |            |            |  |  |        |        |        |  |
|  | 1                | Rep. Ceca        | 2                |           |             |             |            |            |  |  |        |        |        |  |
|  |                  | Romania          | 3                |           |             |             |            |            |  |  |        |        |        |  |
|  |                  | Romania          | 3                | Romania   | Romania     | 2           |            |            |  |  |        |        |        |  |
|  |                  |                  |                  | Romania   | Romania     | 2           |            |            |  |  |        |        |        |  |
|  |                  |                  | Francia          | Francia   | 3           |             |            |            |  |  |        |        |        |  |
|  | 4                | Francia          | Francia          | Francia   | 3           | 3           |            |            |  |  |        |        |        |  |
|  | 4                | Francia          |                  |           |             |             |            |            |  |  |        |        |        |  |
|  |                  | Belgio           | 1                |           |             |             |            |            |  |  |        |        |        |  |
|  |                  | Belgio           | 1                | Francia   | Francia     | 3           |            |            |  |  |        |        |        |  |
|  |                  |                  |                  |           |             |             |            |            |  |  |        |        |        |  |
|  |                  |                  | Australia        | Australia | 2           |             |            |            |  |  |        |        |        |  |
|  |                  | Germania         | Australia        | Australia | 2           | 0           |            |            |  |  |        |        |        |  |
|  |                  |                  |                  |           |             | 0           |            |            |  |  |        |        |        |  |
|  | 3                | Bielorussia      | 4                |           |             |             |            |            |  |  |        |        |        |  |
|  | 3                | Bielorussia      | 4                |           | Bielorussia | Bielorussia | 2          |            |  |  |        |        |        |  |
|  |                  |                  |                  |           | Bielorussia | Bielorussia | 2          |            |  |  |        |        |        |  |
|  |                  |                  | Australia        | Australia | 3           |             |            |            |  |  |        |        |        |  |
|  |                  | Australia        | Australia        | Australia | 3           | 3           |            |            |  |  |        |        |        |  |
|  |                  |                  |                  |           |             | 3           |            |            |  |  |        |        |        |  |
|  | 2                | Stati Uniti      | 2                |           |             |             |            |            |  |  |        |        |        |  |

Le perdenti del primo turno disputeranno i play-off con le vincitrici del II Gruppo Mondiale.

## Spareggi Gruppo Mondiale
Sconfitte Gruppo Mondiale
- Rep. Ceca
- Belgio
- Germania
- Stati Uniti

Vincenti Gruppo Mondiale II
- Svizzera
- Lettonia
- Spagna
- Canada

Le 4 squadre sconfitte nel primo turno del Gruppo Mondiale e le 4 squadre vincitrici del Gruppo Mondiale II partecipano agli Spareggi del Gruppo Mondiale. Le 4 squadre vincenti hanno il diritto a partecipare al Gruppo Mondiale dell'anno successivo insieme alle 4 squadre vincitrici del primo turno del Gruppo Mondiale.
data: 19-21 aprile
| Sede        | Superficie      | Squadra 1   | Punteggio | Squadra 2 |
| ----------- | --------------- | ----------- | --------- | --------- |
| Prostějov   | Terra rossa (i) | Rep. Ceca   | 4 – 0     | Canada    |
| San Antonio | Cemento (i)     | Stati Uniti | 3 – 2     | Svizzera  |
| Riga        | Cemento (i)     | Lettonia    | 1 – 3     | Germania  |
| Kortrijk    | Cemento (i)     | Belgio      | 2 – 3     | Spagna    |

## Gruppo Mondiale II
data: 9-10 febbraio
| Sede             | Superficie      | Squadra 1       | Punteggio | Squadra 2  |
| ---------------- | --------------- | --------------- | --------- | ---------- |
| Bienne           | Cemento (i)     | Svizzera (1)    | 3 – 1     | Italia     |
| Riga             | Cemento (i)     | Lettonia (3)    | 4 – 0     | Slovacchia |
| Kitakyūshū       | Cemento (i)     | Giappone (4)    | 2 – 3     | Spagna     |
| 's-Hertogenbosch | Terra rossa (i) | Paesi Bassi (2) | 0 – 4     | Canada     |

## Spareggi Gruppo Mondiale II
Le 4 squadre sconfitte nel Gruppo Mondiale II disputano gli spareggi contro le 4 squadre qualificate dai rispettivi gruppi zonali. Le vincitrici vengono ammesse al Gruppo Mondiale II dell'edizione successiva.
data: 20-21 aprile
| Sede       | Superficie      | Squadra 1     | Punteggio | Squadra 2   |
| ---------- | --------------- | ------------- | --------- | ----------- |
| Mosca      | Terra rossa (i) | Russia        | 4 – 0     | Italia      |
| Osaka      | Cemento         | Giappone      | 4 – 0     | Paesi Bassi |
| Londra     | Cemento (i)     | Gran Bretagna | 3 – 1     | Kazakistan  |
| Bratislava | Terra rossa (i) | Slovacchia    | 3 – 1     | Brasile     |

## Zona Americana

### Gruppo I
- Impianto 1: Club Campestre Sede Llanogrande, Medellín, Colombia (Terra outdoor)
- Data: 6-9 febbraio

|  |    | Classifica finale  |
|  | -- | ------------------ |
|  | 1. | Brasile            |
|  | 2. | Paraguay           |
|  | 3. | Cile               |
|  | 4. | Messico            |
|  | 5. | Argentina Colombia |
|  | 7. | Porto Rico Ecuador |

### Gruppo II
- Impianto 1: Centro Nacional de Tenis, Santo Domingo, Repubblica Dominicana (Cemento outdoor)
- Impianto 2: Tennis Club Las Terrazas Miraflores, Lima, Perù (Terra outdoor)
- Data: 16-20 aprile

|  |    | Classifica finale                 |
|  | -- | --------------------------------- |
|  | 1. | Perù Venezuela                    |
|  | 2. | Bahamas Guatemala                 |
|  | 3. | Bolivia Uruguay                   |
|  | 4. | Trinidad e Tobago Rep. Dominicana |
|  | 5. | Panama Cuba                       |
|  | 6. | Barbados                          |

## Zona Asia/Oceania

### Gruppo I
- Impianto: Daulet National Tennis Centre, Astana, Kazakistan (Cemento indoor)
- Date: 6-9 febbraio

|  |    | Classifica finale                |
|  | -- | -------------------------------- |
|  | 1. | Kazakistan                       |
|  | 2. | Cina                             |
|  | 3. | Corea del Sud                    |
|  | 4. | India                            |
|  | 5. | Indonesia                        |
|  | 6. | Thailandia Comunità del Pacifico |

### Gruppo II
- Impianto 1: Pamir Stadium, Dušanbe, Tagikistan (Cemento outdoor)
- Impianto 2: National Tennis Centre, Kuala Lumpur, Malaysia (Cemento outdoor)
- Date: 12-15 giugno, 19-23 giugno

|  |     | Classifica finale        |
|  | --- | ------------------------ |
|  | 1.  | Taipei cinese Uzbekistan |
|  | 3.  | Singapore Hong Kong      |
|  | 5.  | Filippine Nuova Zelanda  |
|  | 7.  | Sri Lanka Malaysia       |
|  | 9.  | Iran Turkmenistan        |
|  | 11. | Tagikistan Pakistan      |
|  | 13. | Bangladesh               |

## Zona Euro-Africana

### Gruppo I
- Impianto 1: Università di Bath, Bath, Regno Unito (Cemento indoor)
- Impianto 2:  Hala Widowiskowo-Sportowa, Zielona Góra, Polonia (Cemento indoor)
- Data: 6-9 febbraio

|  |     | Classifica finale    |
|  | --- | -------------------- |
|  | 1.  | Russia Gran Bretagna |
|  | 3.  | Svezia Serbia        |
|  | 5.  | Polonia Ungheria     |
|  | 7.  | Ucraina Croazia      |
|  | 9.  | Bulgaria Turchia     |
|  | 11. | Estonia Slovenia     |
|  | 13. | Danimarca Georgia    |

### Gruppo II
- Impianto: National Tennis Centre, Esch-sur-Alzette, Lussemburgo (Cemento indoor)
- Data: 18-21 aprile

|  |    | Classifica finale              |
|  | -- | ------------------------------ |
|  | 1. | Austria Lussemburgo            |
|  | 3. | Israele Tunisia                |
|  | 5. | Portogallo                     |
|  | 6. | Bosnia ed Erzegovina Sudafrica |

### Gruppo III
- Impianto 1: Tali Tennis Center, Helsinki, Finlandia (Cemento indoor)
- Impianto 1: Ulcinj Bellevue, Dulcigno, Montenegro (Terra outdoor)
- Date: 15-20 aprile

|  |    | Classifica finale          |
|  | -- | -------------------------- |
|  | 1. | Finlandia Egitto           |
|  | 2. | Cipro Norvegia             |
|  | 3. | Lituania Irlanda           |
|  | 4. | Kosovo Montenegro          |
|  | 5. | Macedonia del Nord Marocco |
|  | 6. | Malta Armenia              |
|  | 7. | Algeria Kenya              |
|  | 8. | Islanda                    |
|  | 7. | Rep. del Congo             |